# Brain (album)
Brain è un album in studio della pianista jazz giapponese Hiromi Uehara, pubblicato nel 2004.

## Tracce
1. Kung-Fu World Champion – 6:53
2. If... – 7:11
3. Wind Song – 5:43
4. Brain – 9:05
5. Desert on the Moon – 7:08
6. Green Tea Farm – 4:38
7. Keytalk – 10:02
8. Legend of the Purple Valley – 10:47
9. Another Mind (Live, bonus track) – 13:10

## Formazione
- Hiromi Uehara - piano
- Tony Grey - basso (1,3,4,8)
- Anthony Jackson - basso (2,5,7)
- Martin Valihora - batteria